# Nicolás Ruiz
Nicolás Ruíz là một đô thị thuộc bang Chiapas, México. Năm 2005, dân số của đô thị này là 3935 người.